# Óhegy park

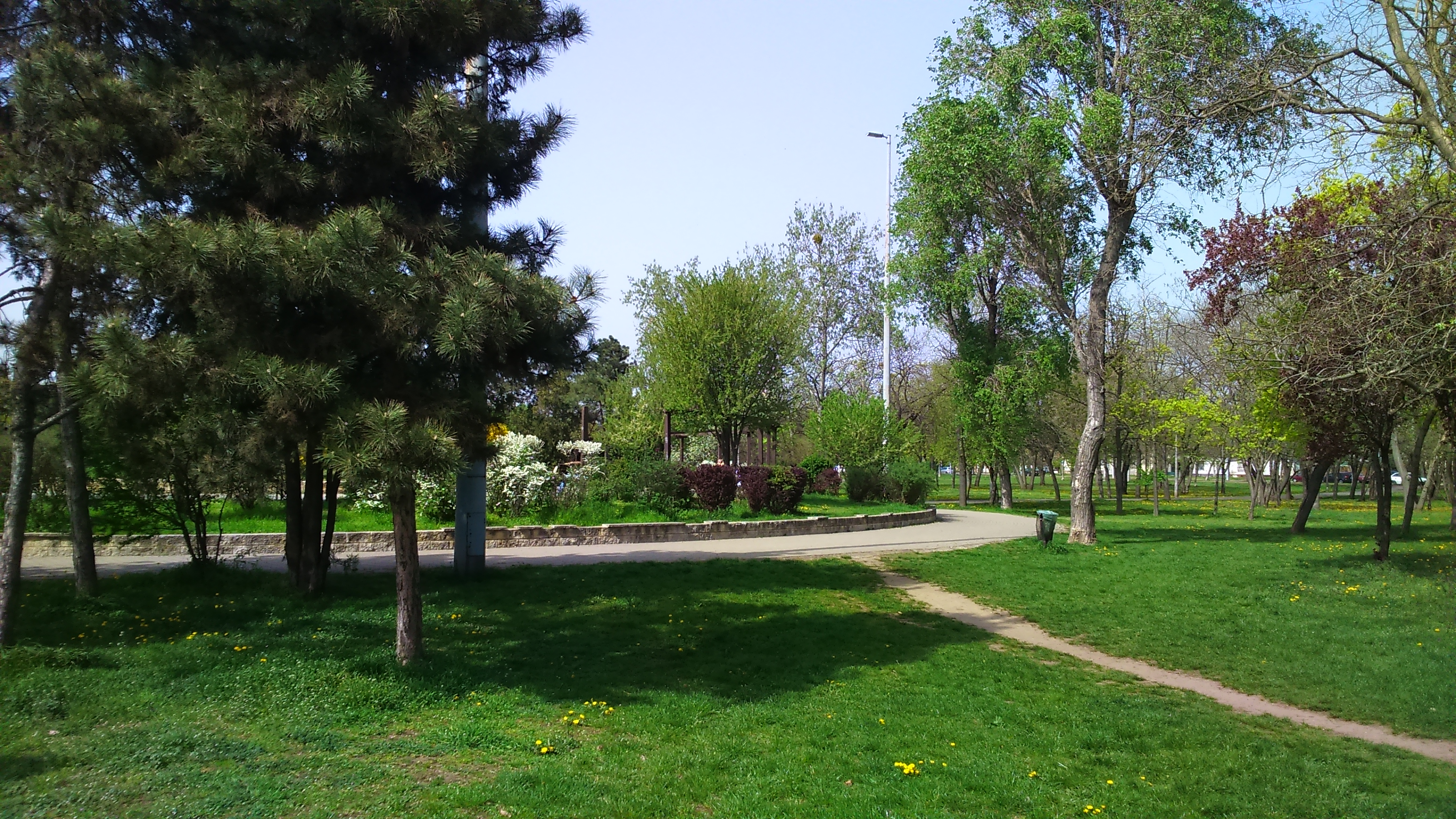
Az Óhegy park központi része

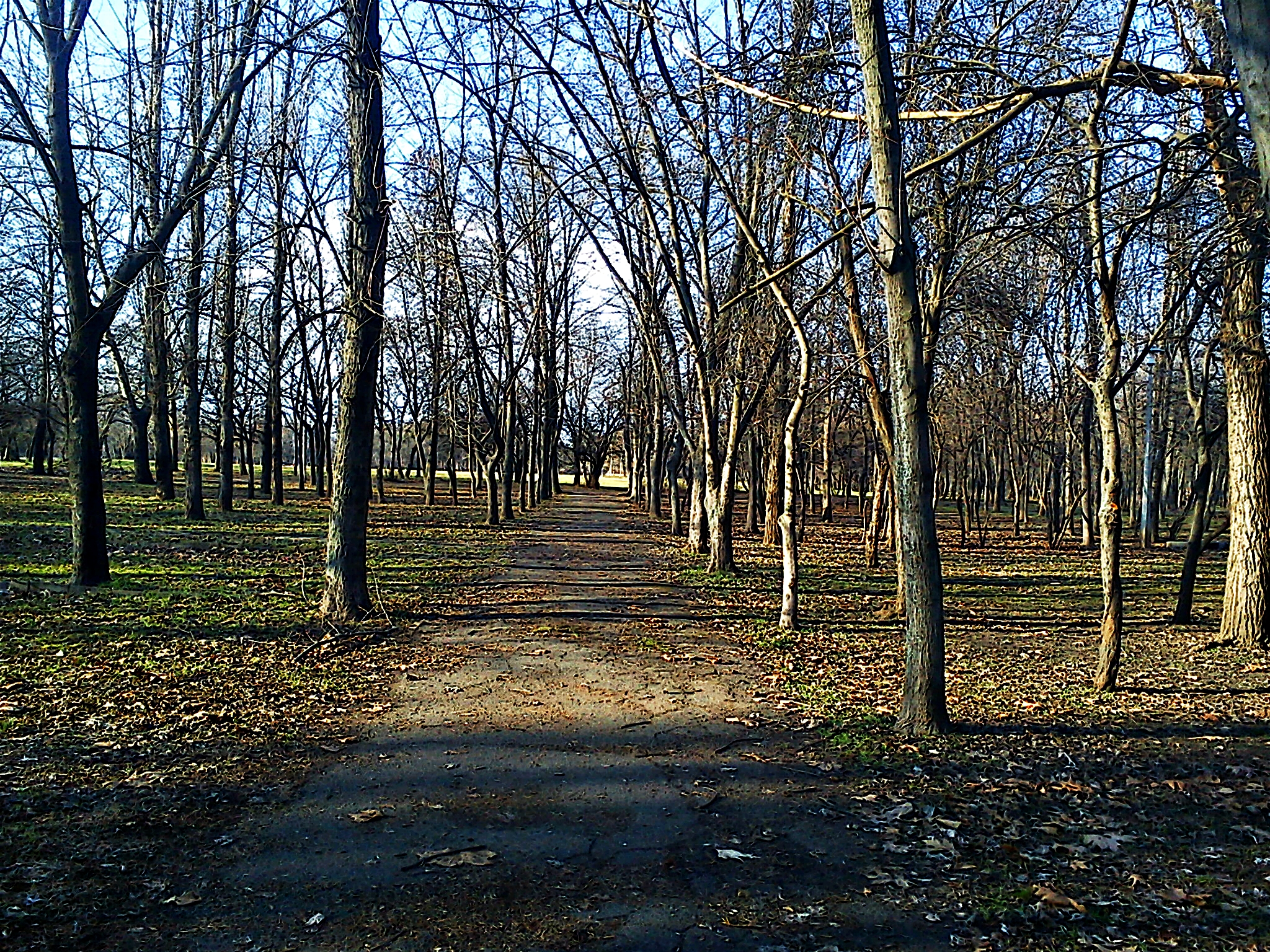
Az Óhegy park télen

Az Óhegy park egy nagy kiterjedésű közpark Budapest X. kerületében, Kőbánya Óhegy nevű városrészében.

## Története
A területen (amely a 148 méter magas Ó-hegy legmagasabb pontja) kezdetben szőlőföldek voltak, ezért is épült fel a Csősztorony, amely ma a kerület egyik műemléke. A szőlőtermesztés után megindult a bányászat, a területen hatalmas alagútrendszerek épültek ki. A bányászat megszűnése után az alagútrendszert a sörfőzés tudta felhasználni.
A 19. század elején az óhegyi kőfejtő helyén egyre több épület épült – főként téglagyárak. Egy 1895-ös térképen a Virava-féle téglagyár név szerepelt. A területen hatalmas részeken bányásztak ki. A gyár 1919-ben beolvadt egy másik gyárba.
Az elhagyott katlanok feltöltése, először építési törmelékkel, majd pedig kommunális hulladékkal, az 1950-es években kezdődött. 1965-ben a területen már egy gyár sem üzemelt, a járatok feltöltésével az 1970-es évekre végeztek teljesen. 1973. február 13-án kezdődött meg a terület rendezése, parkká való átalakítása. A bányagödrök területén egy 20 hektár területű park épült, melyet 1975-ben adtak át. Nem csak park, hanem játszóterek és egy arborétum is létesült. Ekkoriban a zöldfelület neve Magyar-Szovjet Barátság Park (becenevén: Baripark) volt, melyet a rendszerváltást követően neveztek át Óhegy parkra.
A park délkeleti sarkában található kisebb, öbölszerű mélyedés emlékeztet csupán arra, hogy egykoron mire is használták ezt a területet. Itt 2004. június 7-én egy kutyát sétáltató idős férfi alatt 80 cm szélesen és hét (más források szerint 10-15) méter mélyen beszakadt a talaj. Halálát fulladás okozta. A parkban lerakott szemét miatt ugyanis jelentős mennyiségű szén-dioxid keletkezett az évek folyamán, amely szinte a talajszintig feltöltötte a megsüllyedt területeket, kiszorítva a föld alatti járatokból az oxigént. A történtek után omlásveszély miatt elkerítették a park területének kb. 20 százalékát, és életveszélyesnek jelölték meg azt. Az üreget, ahol a baleset történt, az önkormányzat kb. 10 millió Ft-os költséggel betömte.
A park alatt található pincerendszer végleges feltöltése 2012 augusztusában kezdődött meg, és ugyanezen év decemberében meg is nyitották a balesetet követően, több évre lezárt területet. A munka befejezése óta a mélyedésben kijelölt kutyafuttató működik, amely népszerű a helyiek körében.
2015 februárjában Tarlós István főpolgármester a terület átnevezését jelentette be Moszkva parkra. Az átnevezést az indokolta, hogy Oroszország sérelmezte a korábbi Moszkva tér átnevezését Széll Kálmán térre, és Tarlós ígéretet tett nekik egy új Moszkva térre; a kerületi önkormányzat azonban egyhangúlag elutasította a változtatást.